# Poldnašnja špica
Poldnašnja špica (italijansko Jôf di Miezegnot) je 2.087 m visoka osrednja gora severnega grebena zahodnih Julijskih Alp. Proti severu prepada s kratkim ostenjem na večje melišče, ki se strmo spušča proti planini Strehici (Malga Strechizza) in naprej v Kanalsko dolino (Val Canale). Na jugu se s plazovitim terenom spušča v gozdnati graben, obdan z njunima stranskima grebenoma, ki se končuje na sedlu Rudni vrh (Sella di Somdogna). Slednji skupaj z dolinama Zajzero (Valbruna) in Dunjo (Val Dogna) ločuje severni greben od glavne skupine zahodnih Julijcev - skupine Montaža. Glavni greben poteka od vzhodna proti zahodu, poleg Poldnašnje špice pa so pomembnejši vrhovi tega grebena še Strehica vzhodno, Pipar (Monte Pipar) in Dve špici (Due Pizzi) pa zahodno od nje.
Celotni greben je med prvo svetovno vojno predstavljal obrambno črto italijanske vojske pred avstro-ogrsko vojsko. Sam vrh so držali v rokah Italijani, medtem ko so se avstro-ogrski vojaki zadrževali na severnih pobočjih le streljaj daleč. Slednji so na planini Ravni (Malga Ravna) severevzhodno od Poldnašnje špice postavili kapelico Cito v spomin na zadnjo avstro-ogrsko cesarico. Glavnina italijanske vojske se je nahajala na jugozahodnem pobočju Poldnašnje špice, koder danes stoji bivak Battaglione Alpini Gemona. Nasploh je celotno območje grebena posejano s številnimi ostanki utrdb, kavern in obrambnih jarkov iz prve svetovne vojne.

## Izhodišča
Na Poldnašnjo špico vodita poti z izhodišči v Kanalski dolini, dolini Zajzere in Dunje, tik pod Rudnim vrhom pa se nahaja tudi planinska postojanka Koča bratov Grego (1.395 m):
- 3½h iz Ovče vasi/Valbruna čez planino Ravno in po vzhodnem grebenu na vrh (sentiero 607),
- 2h z Rudnega vrha, do sem s planine Zajzere (1h) oz. po cesti skozi dolino Dunje iz smeri Mužaca, po jugozahodnem grebenu mimo bivaka Gemona (sentiero 609).